# The Fool (Designergruppe)
The Fool war eine niederländische Designergruppe, die mit ihren farbenreichen, psychedelischen Kreationen besonders in der Pop- und Rockmusikszene der 1960er großen Einfluss hatte. Der Name leitet sich von der Tarotkarte Der Narr (engl. The Fool) ab.

## Geschichte

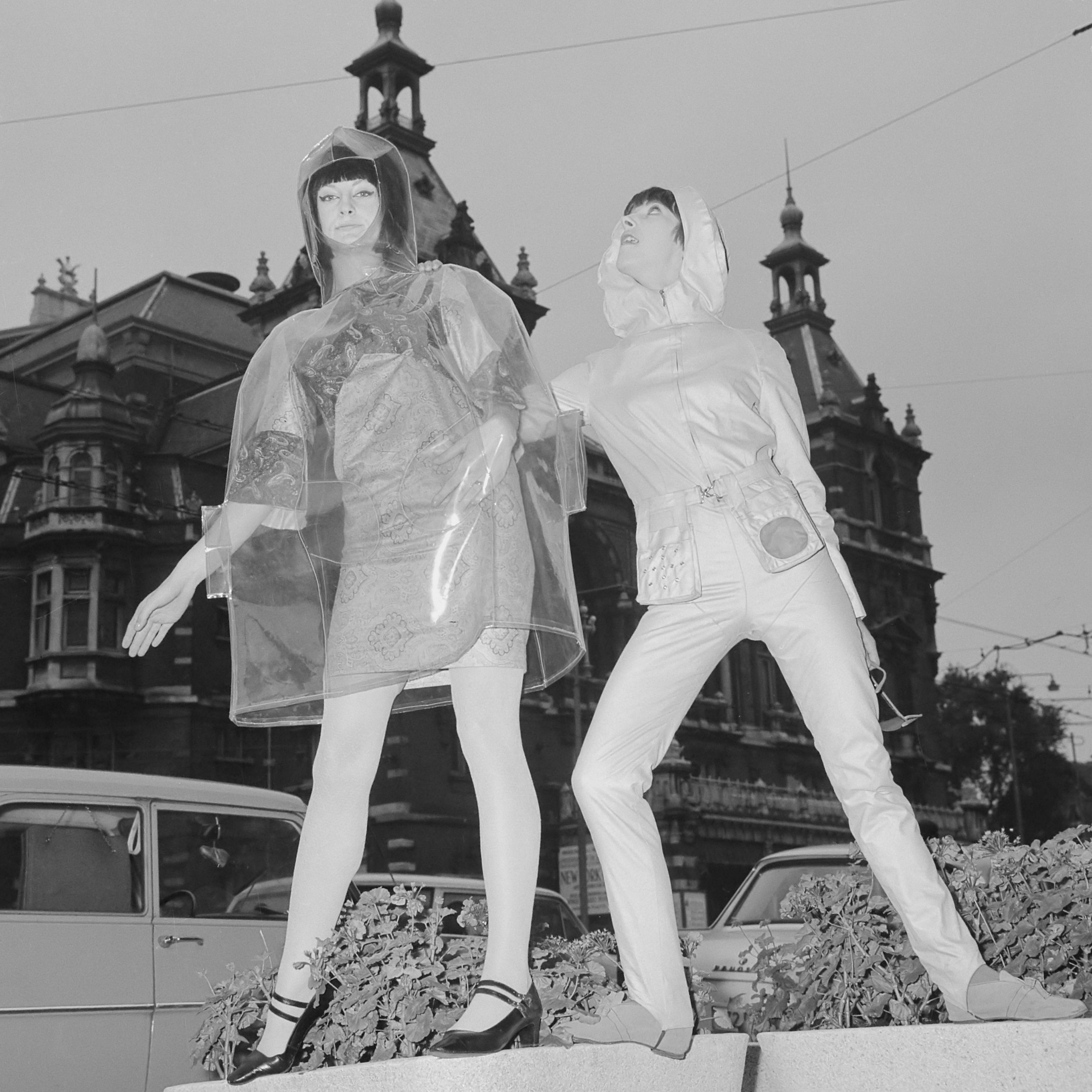
Josje Leeger und Marijke Kooger (1965)

Die Gründungsmitglieder waren die niederländischen Künstler Simon Posthuma und Marijke Koger, die von dem Fotografen Karl Ferris in einer Hippiekommune auf der Insel Ibiza, Spanien entdeckt wurden. Ferris schickte Aufnahmen von Kleidern, die Postuma und Kroger entworfen hatten, nach London. Nachdem die Fotos in der Londoner Zeitung The Times veröffentlicht wurden und ein großes Medienecho hervorriefen, holte Ferris The Fool nach London um gemeinsam mit der Designergruppe ein Studio zu eröffnen. The Fool entwarfen Kleidung und psychedelische Kunst, Ferris publizierte Fotografien. Später stießen der Designer Barry Finch sowie die Musikerin Josje Leeger zu der Gruppe. Letztere war lediglich an späteren Schallplattenaufnahmen von „The Fool“ beteiligt.
Simon Posthuma starb am 28. Februar 2020 im Alter von 81 Jahren, nachdem er bereits längere Zeit am Korsakow-Syndrom erkrankt war. Sein Sohn ist der niederländische Singer-Songwriter Douwe Bob.

## Werke (Auswahl)

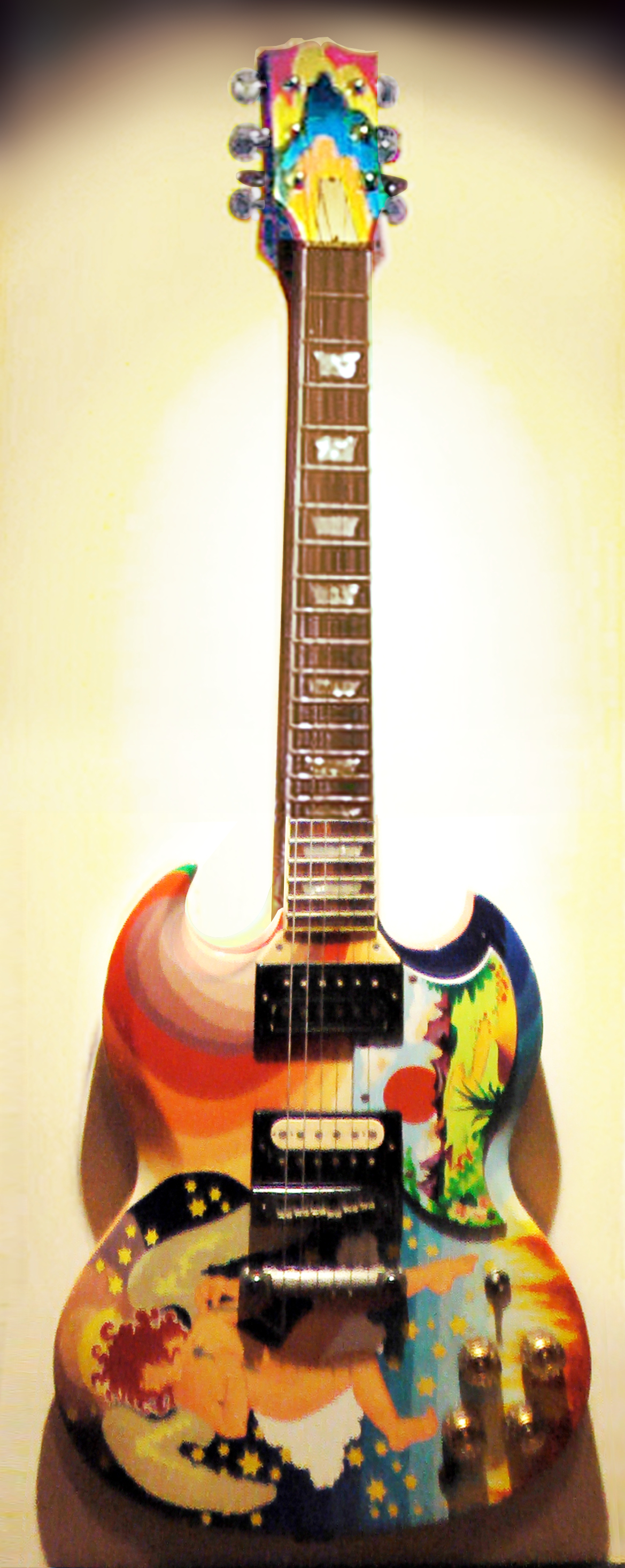
Replik der von The Fool gestalteten Gibson SG von Eric Clapton

- Farbenfrohe Kostüme für die Gruppe „The Hollies“, getragen auf dem Cover des 1966er-Albums „Evolution“.
- Albumcover der 1967er LP „The 5000 spirits or the layers of the onion“ der Incredible String Band
- Kostüme, die die Beatles bei der 1967er-Fernsehübertragung von „All You Need Is Love“ trugen. Ebenfalls von „The Fool“ stammt die Bemalung der von John Lennon bei der Übertragung gespielten Gibson J160E-Akustikgitarre.
- Eine große, sich über drei Stockwerke erstreckende bunte Wandmalerei an der Hausfassade der Apple Boutique der Beatles in der Londoner Baker Street. Die Apple Botique führte zu dieser Zeit auch Produkte von „The Fool“. Aufgrund von Protesten der Nachbarn wurde die Wandmalerei später wieder entfernt.
- Die bunte Lackierung von John Lennons Rolls-Royce im Stile eines historischen Kirmeswagens. Es kam später zu einem Zwischenfall, als eine ältere Dame auf den Wagen mit den Worten „Du Schwein! Wie konntest Du einem Rolls Roye so etwas antun!“ mit einem Regenschirm einschlug. John Lennon legte sich darauf einen weiteren Rolls-Royce zu, den er matt-schwarz lackieren ließ.
- Bemalung von John Lennons und Paul McCartneys Pianos. Paul McCartney setzt sein Instrument bis heute ein.
- Bemalung von George Harrisons Mini, verschiedener Gitarren und der Ausstattung von Harrisons Kinfauns-Bungalow (inklusive einer speziell angefertigten Feuerstelle).
- Bemalung von Eric Claptons legendärer Gibson SG-E-Gitarre sowie Jack Bruce’ Fender VI-E-Bass. Beide Instrumente wurden von Cream auf ihrer 1967er-Tour durch die USA gespielt.
- Bühnenbild und Requisite für Joe Massots 1968er-Film Wonderwall. The Fool tauchen in dem Film als Statisten in der Partyszene auf.
- Album „The Fool“ (veröffentlicht bei Mercury, MCY 134095) mit anschließender Tour durch die USA (1968).